# Municipio de Orient (Dakota del Sur)
El municipio de Orient (en inglés: Orient Township) es un municipio ubicado en el condado de Faulk en el estado estadounidense de Dakota del Sur. En el año 2010 tenía una población de 49 habitantes y una densidad poblacional de 0,53 personas por km².

## Geografía
El municipio de Orient se encuentra ubicado en las coordenadas 44°55′54″N 99°9′49″O / 44.93167, -99.16361. Según la Oficina del Censo de los Estados Unidos, el municipio tiene una superficie total de 92.93 km², de la cual 92,07 km² corresponden a tierra firme y (0,92 %) 0,86 km² es agua.

## Demografía
Según el censo de 2010, había 49 personas residiendo en el municipio de Orient. La densidad de población era de 0,53 hab./km². De los 49 habitantes, el municipio de Orient estaba compuesto por el 100 % blancos. Del total de la población el 0 % eran hispanos o latinos de cualquier raza.